# خوسيه غريغوريو بريسينو
خوسيه غريغوريو بريسينو (بالإسبانية: José Gregorio Briceño)‏ هو سياسي فنزويلي، ولد في 12 ديسمبر 1965 في فنزويلا. حزبياً، نشط في حزب الطليعة التقدمية والحزب الاشتراكي الموحد الفنزويلي. وقد انتخب عضو الجمعية الوطنية في فنزويلا وانتخب عضو مجلس نواب فنزويلا.